# The New Pollution
The New Pollution è un singolo del cantautore statunitense Beck, pubblicato nel 1997 ed estratto dall'album Odelay.

## Video
Il videoclip del brano è stato diretto dallo stesso Beck e vede la partecipazione dell'attrice Mary Lynn Rajskub. Esso ha vinto due premi nell'ambito degli MTV Video Music Awards 1997.

## Tracce
- 12" Vinile (USA)

1. The New Pollution [LP Version] - 3:39
2. The New Pollution [Remix by Mickey P.] - 4:08
3. The New Pollution [Remix by Mickey P. & Mario C.] - 3:49
4. Lemonade [Previously Unreleased] - 2:22
5. Richard's Hairpiece [Devil's Haircut remix by Aphex Twin] - 3:19